# Три квитанции
«Три квитанции» — советский короткометражный мультфильм 1971 года, снятый Валентином Караваевым на киностудии «Союзмультфильм» по заказу МВД СССР.

## Сюжет
Мультфильм посвящён правилам уличного движения. В нём наглядно показано, как несоблюдение этих правил водителями может привести к несчастным случаям. Вместе с тем, в мультфильме показывается служба Госавтоинспекции, предупреждающая эти катастрофы на улицах города.

## Создатели
- Автор: Георгий Кушниренко
- Режиссёр: Валентин Караваев
- Художник-постановщик: Виктор Никитин
- Консультант: Н. Сорокин

## Награды
- Международный фестиваль анимационного кино в Загребе (1972) — 3-я премия (Валентин Караваев)[1].